# Joseph Campbell
Joseph Campbell (White Plains, New York, 1904. március 26. – Honolulu, 1987. október 30.) amerikai író, esszéista, vallástörténész. Jelentős összehasonlító valláselméleti és irodalomelméleti munkássága, amely számos előadás mellett pl. az „Isten maszkja” c. könyvsorozatban maradt fenn.

## Életpályája
New York északi részén, White Plainsben született középosztálybeli, római katolikus családban.
Hétéves volt, amikor az apja elvitte Buffalo Bill vadnyugati műsorára. Az esemény óriási hatással volt Joseph – becenevén Joe – életére. Ahogy később írta, jóllehet az este sztárjainak tagadhatatlanul a cowboyok számítottak, őt „teljesen lenyűgözte, megbabonázta, megfertőzte annak a pucér indiánnak az alakja, aki fülét a földre tapasztotta, kezében egy nyilat és egy íjat tartott, szemében pedig valami különleges tudás fénye csillogott.”
Az élménynek köszönhetően, bár húszéves koráig aktívan gyakorolta ősei hitét is, behatóan foglalkozni kezdett az amerikai indián kultúrával. Világnézetét e két mitológiai nézőpont közti dinamikus feszültség formálta: egyrészt elmélyült ír katolikus örökségének szertartásokban és jelképekben gazdag hagyománykincsében, másrészt rajongott a primitív (vagy ahogy később hívta, primális) emberek közvetlen megtapasztalásaiért.
Mire betöltötte a tizedik életévét, a kis Joe a helyi könyvtár gyermekrészlegének összes indiános könyvét elolvasta, és engedélyt kapott a felnőtt kötetek közti portyázásra. Rajongása azonban nem merült ki az olvasásban: wampum-öveket fabrikált, megalakította saját „törzsét”, és gyakori látogatója lett az Amerikai Természetrajzi Múzeumnak, ahol lenyűgözve fedezte fel az indián totemoszlopokat és maszkokat.
Középiskolai tanulmányait egy bentlakásos katolikus iskolában végezte. Később a Columbia Egyetemre járt, ahol középkori irodalomra szakosodott, tagja volt egy jazzbandának, és futóbajnokként szerzett hírnevet. 1924-ben, egy családi gőzhajóutazáson összebarátkozott Dzsiddu Krisnamúrtival, a Teozófiai Társaság fiatal messiás-kiválasztottjával. Ázsiai filozófiáról folytatott beszélgetésük olyannyira felkeltette az érdeklődését a hindu gondolkodás iránt, hogy hazatérve felhagyott a katolikus vallás gyakorlásával.
Szakdolgozatát (1927) az Arthur-mondakörből írta, később ösztöndíjjal a Sorbonne-on (1927-28), majd Münchenben, a Lajos–Miksa Egyetemen (1928-29) folytatta a tanulmányait. Az Európában töltött évek során ismerkedett meg a modernizmussal – Antoine Bourdelle szobrásszal, Pablo Picassóval és Paul Kleevel, James Joyce-szal és Thomas Mann-nal, Sigmund Freuddal és Carl Junggal –, akik művészetükkel és világlátásukkal óriási hatást tettek rá. Ezek az új impulzusok vezettek végül ahhoz az elképzeléséhez, miszerint minden mítosz az emberi psziché kreatív terméke, a művészek a kultúra mítoszgyárosai, a mitológiák pedig az ember azon egyetemes szükségletének kreatív manifesztációi, hogy kifejezze pszichológiai, társadalmi, kozmológiai és szellemi valóságát.
Útkeresésének tanulságos lenyomata az az 1932-es naplóbejegyzés, amit már Amerikában vetett papírra, és amiben leszámol a tudományos pályafutás lehetőségével, hogy egy életre elkötelezze magát a tanítás és az irodalmi karrier mellett:

„Kezdem azt gondolni, hogy azzal a kimagasló képességgel áldattam meg, hogy egy öszvér makacsságával dolgozzam teljességgel jelentéktelen témákon. … Folyton gyötör az érzés, hogy soha, sehová nem jutottam el – de ha leülök, hogy feltárjam, vajon hová is akarok eljutni, teljesen elveszem. … Libabőrös leszek még a gondolattól is, hogy professzor váljon belőlem. Hogy az egész életemet azzal töltsem, hogy becsapjam magamat és a diákjaimat, és megpróbáljam elhitetni, hogy amit keresünk, ott van a könyvekben! Fogalmam sincs, hol van – de abban elég biztos vagyok, hogy nem a könyvekben. – Nem az utazásban. – Nem Kaliforniában. – Nem New Yorkban. … De akkor hol van? És mi az, végtére is?
… Hirtelen ráébredtem, hogy ez az egész őrület, amit az amerikai indiánok iránt érzek, könnyen összehozható az irodalmi karrierrel. – Ma már biztos vagyok benne, hogy egyedül az angol irodalom biztosít terepet számomra ahhoz a határtalan és féktelen ide-oda szárnyaláshoz, amit annyira élvezek. A tudomány csak gúzsba kötne. És talán nem hozna több gyümölcsöt, mint amit az irodalom tartogat a számomra! – Ha igazolni akarom a létezésemet, és továbbra is fogva tart a gondolat, hogy valamit tennem kell az emberiségért – akkor a tanítás csillapíthatja ezt a késztetést. Ha pedig valaha képes leszek előállni egy intelligens világképpel, korunk értékrendszerének kritikájával hasznára lehetek a világnak. Ez megint csak visszavezet Krishna tanításához: A legjobban úgy segíthetsz az emberiségen, ha tökéletesíted önmagad.”

Több évig tanítással foglalkozott, majd élete 1940-ben váratlan fordulatot vett. Találkozott Swami Nikhilanandával, aki felkérte, hogy működjön közre Sri Ramakrishna evangéliumának újrafordításában. Ő volt az, aki később bemutatta az indológus Heinrich Zimmernek, aki pedig összeismertette a Bollingen Alapítvány egyik igazgatósági tagjával. Campbell az elkövetkező évek során számos, antropológiai, összehasonlító mitológiai és vallástörténeti Bollingen-kiadvány szerzőjeként és társszerzőjeként dolgozott.
Első, nagyobb terjedelmű és egyszemélyes szerzői vállalkozása, az 1949-ben megjelent „Az ezerarcú hős” („The Hero with a Thousand Faces”), nagy sikert aratott, és számos díjat és elismerést hozott. A hős mítoszának eme grandiózus tanulmányában Campbell egy monomítosz (a szót James Joyce-tól kölcsönözte) létezését feltételezi – egy olyan egyetemes mintázatét, ami esszenciája, közös nevezője az összes kultúrában fellelhető hősi meséknek. Míg felvázolja a mitikus ciklus legfőbb állomásait, a hős útjának néhány gyakori változatát is feltárja – amely, állítja, egy operatív metafora, nem csak az egyén, de a kultúra számára is. A könyv kreatív művészek egész generációira volt nagy hatással – az 1950-es évek absztrakt expresszionistáitól kezdve a modern filmművészet nagyjaiig –, idővel pedig klasszikusként kezdték tisztelni.
Joe eztán még számos, mítoszokkal és mitológiával kapcsolatos könyvet írt, Közülük az 1972-es, a Cooper Intézetben tartott beszédeiből összeválogatott Myths to Live By magyarul is megjelent, Velünk élő mítoszok (Édesvíz Kiadó, 2000) címmel.
Sok publikációja ellenére a legnagyobb hatást mégis előadóként gyakorolta a közönségre. Első, 1940-ben tartott nyilvános beszéde után – amely a Ramakrishna-Vivekananda Centerben hangzott el „Sri Ramakrishna üzenete a Nyugat számára” címmel – egyértelművé vált, hogy magas műveltsége és nagy tudása mellett azzal az áldott tehetséggel is rendelkezik, hogy képes megszólítani a hallgatóságot, lebilincselő mesélő és szellemes szónok is egyben. A következő években egyre többször kérték fel, hogy tartson előadást különböző témákról.
1956-ban az Amerikai Külügyi Intézetbe hívták; jegyzetek nélkül két teljes napig beszélt. Az esemény olyan pozitív visszhangra talált, hogy 17 éven át újra és újra megismételték. Az 1950-es évek közepén a New York-i Cooper Egyesületnél tartott nyilvános előadás-sorozatot, amely még szélesebb, még változatosabb közönséget vonzott. Az Esalen Intézetbe először 1965-ben hívták, hogy aztán minden évben visszatérjen Big Surbe, és megossza a hallgatósággal legújabb gondolatait, ráébredéseit, történeteit.
1985-ben a Nemzeti Művészeti Klub aranymedáljával tüntették ki irodalmi kategóriában. A díjátadó ünnepségen a következőket mondták róla: „Nincs századunknak még egy olyan alakja – beleértve Freudot, Thomas Mannt és Levi-Strausst – aki ennyit tett volna azért, hogy visszacsempéssze a világ mitikus oldalát és annak örök alakjait a hétköznapi gondolkodásba.”
Váratlanul hunyt el 1987-ben, a rákkal folytatott rövid küzdelem után. A Newsweek magazin megemlékezésében a következőt írta róla: „Campbell egyike a legritkább szellemeknek Amerika történetében: komoly gondolkodó, akit a népszerű kultúra is a tenyerén hordozott.”

## Magyarul
- Velünk élő mítoszok; ford. Magyar László András; Édesvíz, Budapest, 2000
- Az ezerarcú hős; ford. Varjasi Farkas Csaba; Édesvíz, Budapest, 2010
- Joseph Campbell–Bill Moyers: A mítosz hatalma; ford. Bartók Imre; Helikon Kiadó, 2019
- Az ezerarcú hős; ford. Varjasi Farkas Csaba; jav. kiad.; Good Life Books, Bp., 2023
- A hős útja; ford. Hegedűs Péter; Good Life Books, Bp., 2024